# Maksym Averin
Maksym Averin, né le 28 novembre 1985 à Lviv, est un coureur cycliste ukrainien. C'est le fils de Alexandre Averine. Il court à partir de juin 2014 sous licence azerbaïdjanaise qui est la nationalité de son père.

## Biographie
En avril 2017, il est provisoirement suspendu pour dopage au meldonium par l'UCI.

## Palmarès sur route

### Par années
- 2006
  - 2e du Gran Premio Chianti Colline d'Elsa
- 2007
  - Coppa Mobilio Ponsacco (contre-la-montre)
  - 2e du Giro delle Due Province
  - 3e du Gran Premio Industria del Cuoio e delle Pelli
- 2008
  - 2e de la Coppa Giulio Burci
  - 2e de la Coppa Lanciotto Ballerini
  - 3e du Trophée Matteotti espoirs
- 2009
  - Mémorial Giulio Bresci
  - Medaglia d'Oro Pietro Palmieri
  - Coppa Messapica
  - 3e du Circuit de Cesa
- 2010
  - Trofeo Alta Valle del Tevere
  - Circuito Valle del Resco
  - Coppa Messapica
  - 2e de la Coppa Colli Briantei Internazionale
  - 2e du Gran Premio Inda
  - 3e du Gran Premio La Torre
  - 3e du Gran Premio Pretola
  - 3e de la Freccia dei Vini
  - 3e du Gran Premio Polverini Arredamenti
  - 3e de la Coppa d'Inverno
- 2011
  - 2e du Trophée Edil C
  - 3e de la Coppa della Pace
- 2013
  - 4e étape du Tour de Chine I
- 2014
  - Poreč Trophy
- 2015
  -  Champion d'Azerbaïdjan sur route
  -  Champion d'Azerbaïdjan du contre-la-montre
  - 2e étape du Tour de Slovaquie
  - 2e de l'Umag Trophy
  - 3e du Poreč Trophy
- 2016
  -  Champion d'Azerbaïdjan sur route
  - 2e étape du Tour d'Azerbaïdjan
  - 2e du championnat d'Azerbaïdjan du contre-la-montre

### Classements mondiaux
| Année           | 2006 | 2007 | 2008 | 2009 | 2010 | 2011 | 2012 | 2013   | 2014 | 2015 |
| --------------- | ---- | ---- | ---- | ---- | ---- | ---- | ---- | ------ | ---- | ---- |
| UCI Asia Tour   |      |      |      |      |      | 160e | 112e | 88e    | 114e |      |
| UCI Europe Tour | 897e |      |      | 791e |      | 343e |      | 1 034e | 276e | 70e  |

## Palmarès sur piste

### Championnats d'Europe
- Büttgen 2002
  -  Médaillé de bronze de la poursuite par équipes juniors